# Ochrognesia gratiosaria
Ochrognesia gratiosaria là một loài bướm đêm trong họ Geometridae.